# Partido Democrático (España)
El Partido Democrático, Partido Demócrata o Partido Progresista Demócrata fue una formación política surgida en España en abril de 1849, pocos meses después de la Revolución de 1848 que conmocionó a toda Europa, como una escisión del Partido Progresista. Demandaba el pleno reconocimiento de los derechos ciudadanos y las libertades individuales, el sufragio universal, la desamortización de todos los bienes de la Iglesia, incluidos los del clero secular y la abolición de las quintas. Fue la primera fuerza política estable del republicanismo en España y adoptó el nombre de Partido Demócrata en lugar de Partido Republicano, porque con esta última denominación difícilmente hubiera sido legalizado, pero también por considerar la «democracia» como la culminación de la revolución liberal.

## Historia

### Formación
La primera prueba de la existencia de una fracción demócrata en el seno del Partido Progresista se puede situar en 1847 con la publicación por el diputado progresista José María Orense de un folleto titulado ¿Qué hará en el poder el partido progresista? en el que propugnaba un programa político que incluía reivindicaciones populares como la abolición de las quintas y el derecho de asociación sin restricciones, la libertad completa de imprenta y, sobre todo, el sufragio universal, propuestas que iban mucho más lejos del programa tradicional del partido. Otra prueba fue la aparición del diario El Siglo. Periódico progresista constitucional, en cuyo primer número publicado el 5 de diciembre de 1847 se decía que la democracia «es nuestro objeto, porque ella es el último término político de la civilización moderna».
La aparición del sector democrático planteó un debate en el seno del partido progresista. Se reunieron entonces sus dirigentes, encabezados por el presidente del grupo parlamentario Manuel Cortina y por Juan Álvarez Mendizábal y Salustiano de Olózaga, con los demócratas José María Orense, Nicolás María Rivero y José Ordax Avecilla. Cortina afirmó la lealtad del partido con la Monarquía Constitucional, aunque los progresistas continuaban rechazando la Constitución de 1845 aprobada a la medida del Partido Moderado, y descartó la propuesta de la implantación inmediata del sufragio universal, que habría que dejar para más adelante cuando el pueblo hubiera alcanzado el nivel de educación y de bienestar que hicieran posible su participación política directa.
El debate fue interrumpido por el estallido de la Revolución de 1848 en Francia y en toda Europa, que cada parte interpretó de acuerdo a sus convicciones. Para el sector demócrata la caída de la Monarquía y la proclamación de la República en Francia reforzaba su propuesta, lo que le hizo decantarse claramente por la forma de gobierno republicana, mientras que para los progresistas los desórdenes y las revueltas les confirmaron su idea de que la extensión del sufragio universal debía hacerse poco a poco. Tras el verano el debate se reanudó con el resultado del triunfo de las posiciones progresistas «históricas». En diciembre se formó una comisión de cinco miembros en la que los demócratas estaban representados por Ordax Avecilla para decidir el programa que iba a presentar el partido en cuanto se abrieran las Cortes. Como no lograban ponerse de acuerdo Ordax presentó su propio proyecto de programa que fue rechazado. Sin embargo encontró el apoyo de varios diputados progresistas encabezados por Nicolás María Rivero y de varios escritores y periodistas, entre los que destacó Nemesio Fernández Cuesta.

### Constitución
El 6 de abril de 1849 el sector demócrata hizo público el texto redactado por Ordax en diciembre del año anterior, corregido y matizado por otros miembros del grupo —concretamente por Nicolás María Rivero, Manuel Aguilar y Aniceto Puig—. Fue conocido como el «programa del partido progresista demócrata» o como el «manifiesto de la fracción progresista democrática». Lo publicó el diario El Siglo el 8 de abril. En él se defendían el sufragio universal, los derechos de reunión y de asociación, la existencia de una única Cámara en representación de la soberanía nacional y la intervención del Estado para reducir las desigualdades sociales, con educación primaria obligatoria y gratuita, asistencia social y un sistema fiscal más justo. También se proponía la abolición de los estancos del tabaco y de la sal y de las quintas y la supresión de las loterías. Según Demetrio Castro Alfín, «es un texto prolijo y bien articulado, a medias entre la profesión de fe ideológica y el proyecto político de gobierno, en el que se expresan por vez primera de forma sistemática los principios básicos que durante décadas sostendrán los republicanos». Sin embargo, según Ángel Duarte, «el programa del partido, publicado en abril, es cualquier cosa menos republicano. Se reconocen como datos axiomáticos la familia, la unidad nacional, la religión católica e incluso el trono de Isabel II. Los principios no son, pues, republicanos, pero las aspiraciones en materia educativa, fiscal, militar o de derechos son tan ambiciosas que rayan en lo republicano».
«Al escrito siguió la formación de un comité organizador del partido, y se formaron comisiones para desarrollar el programa y conseguir militancia». El comité o «junta organizadora» fue presidida por Lorenzo Calvo y Mateo y Sixto Cámara, miembro destacado del grupo «fourierista» encabezado por Fernando Garrido, actuó como secretario. En el partido se integraron «todas las figuras de relieve en el hasta entonces disperso campo republicano y de la disidencia progresista». Su extensión fue «lenta y desigual» —fuera de Madrid «solo en Cataluña, partiendo de su ya vieja tradición [republicana], se llegaría a contar con auténtica base»— debido sobre todo a que tuvo que actuar en condiciones de semiclandestinidad, dependiendo siempre de la «tolerancia» de los gobiernos moderados o unionistas —algunos de sus miembros acabaron en la cárcel—. Hasta la aparición de La Discusión en 1856, el partido careció de un órgano de prensa diario y estable. Esta situación de semiclandestinidad es la que explicaría la propensión republicana a formar sociedades secretas, como Los Hijos del Pueblo, inspirada en modelos carbonarios.
Durante el bienio progresista (1854-1856) el partido gozó de mucha mayor libertad —el 27 de septiembre de 1854 hicieron público un nuevo Manifiesto-programa desprovisto de las concesiones que tuvieron que hacer en el de abril de 1849— y pudo presentarse a las elecciones de noviembre de 1854 en las que obtuvo dieciséis escaños, entre los que se encontraban el marqués de las Navas, José María Orense, Ordax Avecilla y Eugenio García Ruiz. Todos ellos votaron en contra de una proposición que consagraba a la monarquía de Isabel II como uno de los pilares de la futura Constitución. Durante estos dos años el partido creció y se incorporaron a él nuevos cuadros como Emilio Castelar, Cristino Martos o Francisco Pi y Margall.
El fin del bienio progresista supuso la vuelta a la semiclandestinidad, siempre bajo la amenaza de la ilegalización del partido y con continuas prohibiciones o suspensiones de sus periódicos y procesamiento de sus miembros —el caso de Eduardo Ruiz Pons, defendido por Castelar, se hizo especialmente célebre—, lo que provocó la reactivación de la sociedad secreta Los Hijos del Pueblo, la marcha al exilio de algunos miembros —a París o a Lisboa, preferentemente— y la realización de algunos intentos insurreccionales (el de El Arahal de 1857, la insurrección dirigida desde Olivenza por Sixto Cámara en 1859 que le costaría la vida y la sublevación de Loja de 1861).
En esos años 50 del siglo XIX se define su ideología gracias al trabajo intelectual de José Ordax Avecilla, Calixto Bernal, Rafael María Baralt, Nemesio Fernández Cuesta, José María Orense, Fernando Garrido —que en 1855 publica La República democrática federal universal, un folleto de apenas cuarenta páginas con prólogo de Emilio Castelar que obtuvo un notable éxito entre el público—, Francisco Pi y Margall —que a finales de 1854 publica La Reacción y la Revolución, la primera de sus grandes obras teóricas— y Roque Barcia —que en 1855 publica Cuestión Pontificia, criticando el Concordato de 1851— y de la actividad del diario La Discusión de Madrid, dirigido por Nicolás María Rivero. Así el partido se declara abiertamente a favor del republicanismo, que no significaba sólo la predilección por la República, «sino toda una concepción del orden político basada, entre otros aspectos, en la democratización de la vida pública por la universalización del sufragio, la eliminación del privilegio social y la atenuación de las diferencias, y la racionalización y la laicización de la vida intelectual y moral partiendo de la escuela primaria».

### Discrepancias y debates internos
La década de 1860 estuvo marcada por las discrepancias y los debates internos, lo que, según Demetrio Castro Alfín era, «en realidad, inevitable consecuencia de la diversidad de tendencias y concepciones que se unieron en 1849 y que nunca habían sido objeto de clarificación y discusión abierta». El primer debate importante fue el que mantuvieron en 1860 en las páginas de La Discusión el «individualista» José María Orense y el «socialista» Fernando Garrido a raíz de la publicación del folleto de este último titulado La democracia y sus enemigos en el que defendía que la instauración de la República debía ir acompañada de profundas reformas sociales para que la «democracia» fuera realmente efectiva. Como ha señalado Ángel Duarte, «la conexión entre democracia y mundo obrero fue, en ambas direcciones, instrumental. El demócrata de 1840, como el de 1860 e incluso el de finales de siglo, verá en el trabajador de taller o de industria un componente del pueblo, el auténtico sujeto colectivo que protagonizará la modernidad. Los trabajadores, a su vez, perciben en el republicano una llave que abre las puertas de la reforma social, un aliado que les defenderá en las instancias políticas o ante los tribunales de justicia».
A finales de noviembre de 1860 el debate entre Garrido y Orense se zanjó gracias a una iniciativa de Pi y Margall: la «Declaración de los Treinta» a la que adhirieron tanto Orense como Garrido. En la «Declaración» se decía que se tendría por demócrata «indistintamente a todos aquellos que, cualesquiera que sean sus opiniones en filosofía y en cuestiones económicas y sociales, profesen en política el principio de la personalidad humana, o de las libertades individuales, absolutas e ilegislables y sufragio universal». Aunque el pacto se mantuvo, dos años después el debate se volvió a reabrir con los mismos protagonistas que publicaron sendos folletos: Garrido, expatriado en Londres, El Socialismo y la Democracia ante sus adversarios, y Orense La Democracia tal cual es.
Al año siguiente la decisión del Partido Progresista de optar por el retraimiento en las elecciones de 1863, convocadas tras la caída del gobierno de la Unión Liberal del general Leopoldo O'Donnell, abrió un nuevo debate en el seno del partido sobre si se debía colaborar con los progresistas a la vista del paso que habían dado de no presentar candidatos a las elecciones, deslegitimando así las Cortes que salieran de ellas. Se impuso la postura del acercamiento a los progresistas mediante la "abstención" en las elecciones defendida por Emilio Castelar frente a Nicolás María Rivero que propugnaba la participación en las mismas. La ruptura entre ambos políticos se consumó cuando Castelar abandonó la redacción del periódico La Discusión que dirigía Rivero para fundar en enero de 1864 su propio periódico llamado La Democracia. La fiesta del 2 de mayo de 1864 fue el primer acto organizado por los dos partidos, lo que se repitió dos días después con motivo del entierro de las cenizas del diputado liberal de las Cortes de Cádiz Diego Muñoz-Torrero. Por motivos diferentes a los de Rivero Francisco Pi y Margall también se opuso a la colaboración con los progresistas debido a su trayectoria. «No se le confiado una sola vez la causa del pueblo que no la haya comprometido y perdido... Ha sido constantemente el primero en desarmar la revolución que le ha encumbrado», afirmó en un artículo publicado en La Discusión.
En 1864 se reabrió el debate entre «individualistas» y «socialistas» —esta vez protagonizado por Emilio Castelar, por los primeros, y por Francisco Pi y Margall, por los segundos—, lo que desencadenó «la crisis más seria y la polémica más amplia de cuantas había conocido la democracia en España». El «socialismo» de Pi y Margall, que él denominaba «la nueva economía social», no cuestionaba el derecho de propiedad, excepto la de la tierra que debía estar «subordinada a los intereses colectivos», ni defendía «la quimérica igualdad de fortunas», sino que propugnaba la «fusión de todas las clases sociales en una sola clase» (de trabajadores) y la «sinceramente necesaria [igualdad] de condiciones para el ejercicio de las respectivas facultades y fuerzas del hombre». Castelar, por su parte, le reprochó a Pi la abusiva acepción del «socialismo» que utilizaba («A toda intervención justa y necesaria del Estado en la seguridad del ciudadano, en el orden y regulación de los derechos, le llama socialismo») y que el «socialismo» era incompatible con el concepto mismo de democracia pues esta no podía concebirse sin las libertades económicas, incluido el derecho de propiedad («la democracia no podría destruir la propiedad sin destruirse a sí misma», escribió). Un grupo de demócratas y obreristas de Barcelona hicieron público un manifiesto en apoyo de las tesis de Pi y Margall en el que sostenían que «la democracia proclama la libertad de derecho; el socialismo la traduce en hecho». Otros se manifestaron en sentido opuesto.
La mayoría de los dirigentes y de los cuadros del Partido, empezando por su presidente Rivero, se pusieron del lado de Castelar y se llegó a plantear la expulsión del partido de los «socialistas» de Pi. Castelar se convirtió entonces en la figura más prominente del partido demócrata —a lo que contribuyó la separación de su cátedra universitaria, que desencadenó la «Noche de San Daniel»—, lo que aseguró la alianza con los progresistas que él siempre había defendido, pero sin fusionarse con ellos —«unión sí, confusión no», fue su lema—. La alianza se selló públicamente el 6 de marzo de 1865 con la celebración en Madrid de un concurrido banquete. Once días después se había público un nuevo Manifiesto del partido que presentaba alguna diferencia respecto al de 1849 como su insistencia en el reconocimiento del derecho de propiedad como un derecho natural.
Aunque «el debate sobre federación, socialismo y democracia permitió que, mediada la década de los sesenta, el proyecto republicano fuese un hecho», aquel se «cerró en falso» —«la mayor parte de los consensos alcanzados reflejan un equilibrio precario entre las distintas voces republicanas»—, por lo que «el republicanismo de la víspera de 1868 es poliforme. En su interior compiten perspectivas encontradas».

### Refundacion: el Partido Republicano Democrático Federal
El entendimiento con los progresistas llevó a los demócratas a participar en las conspiraciones encabezadas por el general Prim lo que provocó la ilegalización del partido acordada en 1866 por el gobierno moderado del general Narváez. Ese mismo año demócratas y progresistas firmaban el Pacto de Ostende para llevar a término la Revolución de 1868. Cuando tras el triunfo de La Gloriosa el Gobierno Provisional de 1868-1871 se manifestó en favor de la Monarquía se abrió un debate en el Partido Demócrata sobre la compatibilidad de la monarquía con la democracia y sobre la «accidentalidad» de las formas de gobierno. La mayoría de los demócratas encabezados por José María Orense, Francisco Pi y Margall, Estanislao Figueras, Nicolás Salmerón y Emilio Castelar defendieron la República por lo que se refundó el partido bajo el nombre de Partido Republicano Democrático Federal, mientras la minoría encabezada por Nicolás María Rivero, Cristino Martos y Manuel Becerra y Bermúdez defendió que lo fundamental era el reconocimiento del sufragio universal (masculino) y de los derechos y libertades individuales y no la forma de gobierno a la que consideraban «accidental». Esta minoría de demócratas que aprobaron la monarquía fueron llamados «cimbrios».
En las elecciones a Cortes Constituyentes de enero del año siguiente los «cimbrios» se integraron en las candidaturas de unionistas y progresistas que apoyaban al Gobierno, mientras que los republicanos federales presentaron sus propias listas. Durante el reinado de Amadeo I los «cimbrios» se integraron en el Partido Radical de Manuel Ruiz Zorrilla.

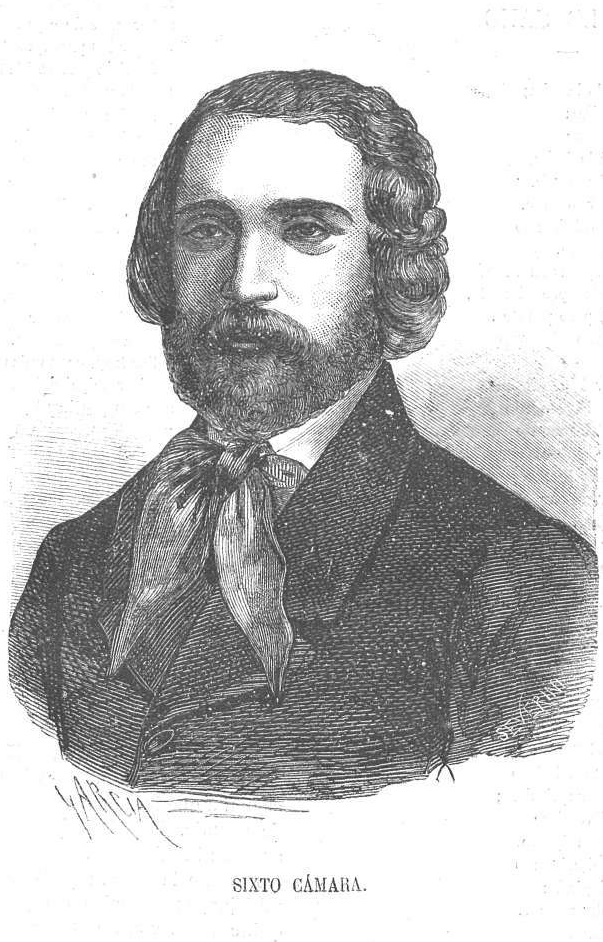
Sixto Cámara.
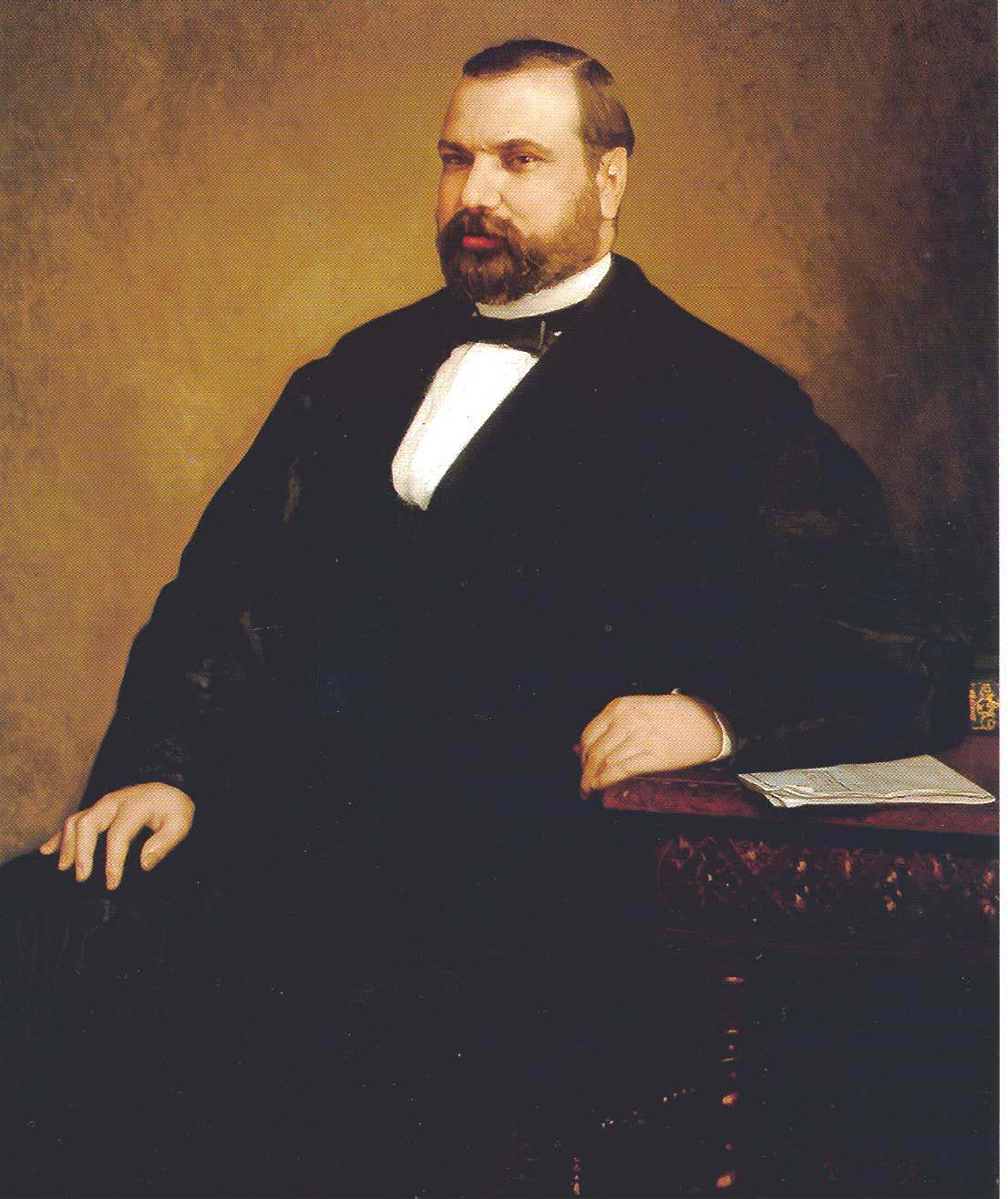
Nicolás María Rivero.
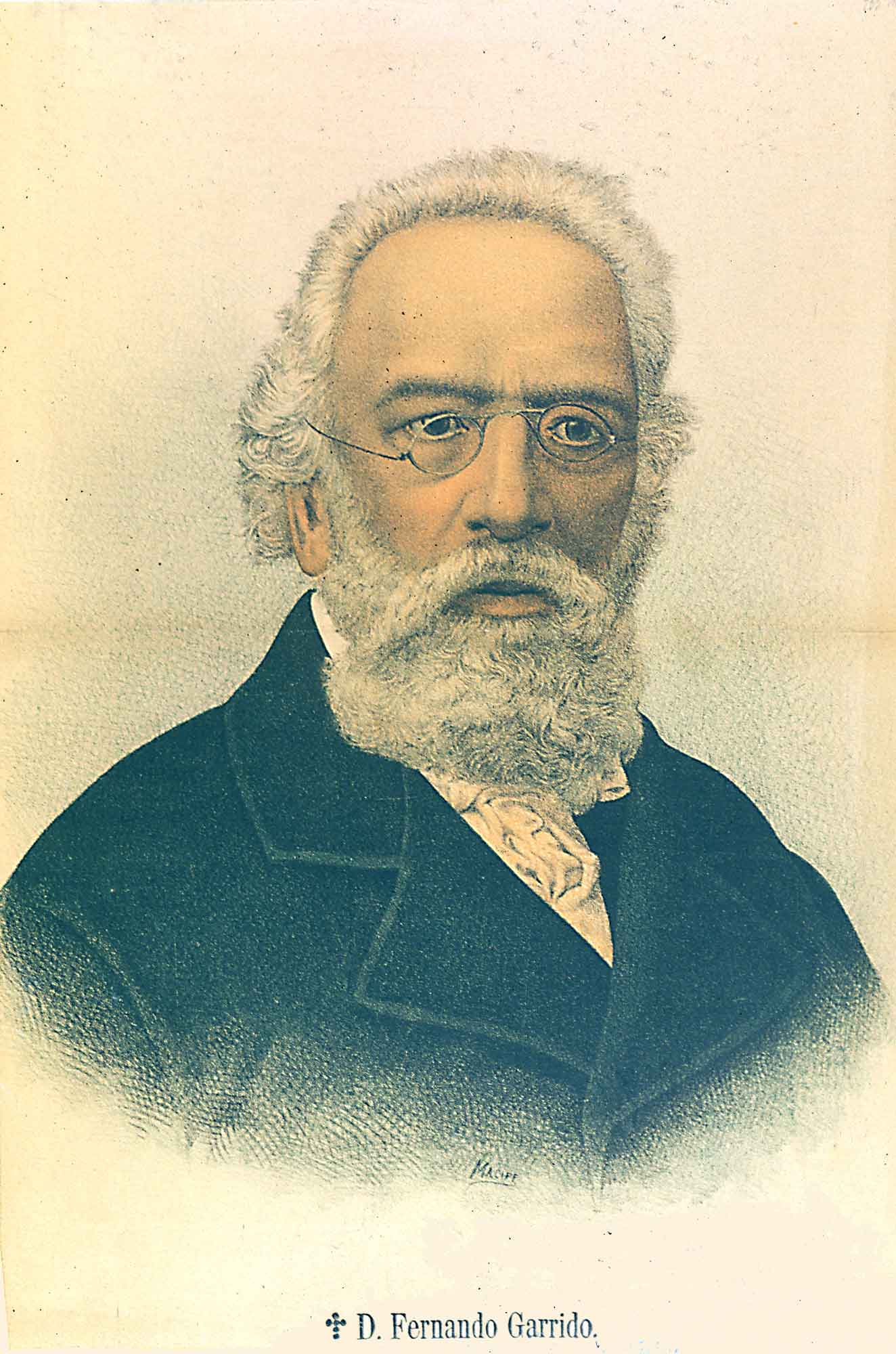
Fernando Garrido.
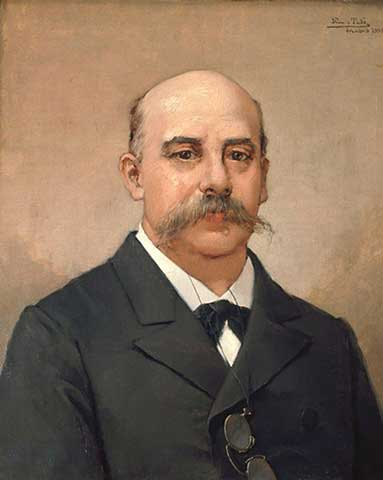
Emilio Castelar.
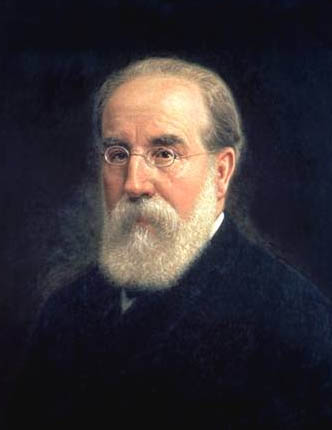
Francisco Pi y Margall.